# Granat URG-86
URG-86 (vz.86) – czechosłowacki granat ręczny. Jest to granat uniwersalny o cechach pośrednich pomiędzy granatem zaczepnym a obronnym.

## Opis konstrukcji
Granat URG-86 jest granatem uniwersalnym. Głównym elementem jest z korpus (wykonany z tworzywa sztucznego o barwie oliwkowej) we wnętrzu którego znajduje się kulista wkładka z wtopionymi odłamkami prefabrykowanymi. Wewnątrz wkładki odłamkowej znajduje się materiał wybuchowy. Z korpusem granatu fabrycznie połączony jest zapalnik o działaniu kombinowanym – natychmiastowym (po upadku) lub z opóźnieniem (3,2 – 4,6 s. po uruchomieniu).